# Not Like Other Girls (album)
Not Like Other Girls est le premier album de S.O.A.P., sorti en 1998. Le titre veut dire Pas comme les autres filles.

## Liste des titres
1. S.O.A.P. Intro
2. Stand By You
3. This Is How We Party
4. Romeo & Juliet
5. Not Like Other Girls
6. Who Can I Talk To
7. Simon Says
8. Ladidi Ladida
9. Wishing
10. Deep In My Heart
11. Dowutchalike
12. Live Forever